# 鍋塚古墳
鍋塚古墳（なべづかこふん）は大阪府藤井寺市沢田に所在する古墳（方墳）である。世界文化遺産の古市古墳群に属しており、国の史跡に指定されている。

## 概要
仲津山古墳（伝仲姫命陵）の後円部に近接して築造された、一辺50メートル、高さ7メートルの方墳であり、濠があった可能性がある。内部構造は明らかでないが葺石と埴輪列が確認されている。円筒埴輪の他、家、盾、靫、蓋（きぬがさ）形の形象埴輪が用いられている。円筒埴輪には黒斑を有し、類似の埴輪が出土している仲津山古墳との関係がうかがえる。1956年に国の史跡に指定された。なお、2001年に史跡の追加・統合指定が行われ、本古墳を含む14基の古墳が「古市古墳群」の名称であらためて国の史跡に指定されている。